# マーキース・ブラウン
- マーキス・ブラウン

マーキース・ブラウン（Marquise Brown, 1997年6月4日 - ）は、アメリカ合衆国フロリダ州ハリウッド出身のプロアメリカンフットボール選手。NFLのカンザスシティ・チーフスに所属している。ポジションはワイドレシーバー。元NFL選手のアントニオ・ブラウンは従兄にあたる。愛称は出身地にちなんだハリウッド（Hollywood）。

## 経歴

### カレッジ
COCで1年間プレーした後、オクラホマ大学へ転校した。
転校後1年目の2017年シーズンは57レシーブ、1,095レシーブ獲得ヤード、7つのレシービングTDを記録。オクラホマ州立大学戦で265レシーブ獲得ヤードを記録し、オクラホマ大学の選手の1試合における最多レシーブ獲得ヤード記録を更新した。
2018年シーズンは75レシーブ、1,318レシーブ獲得ヤード、10のレシービングTDを記録した。シーズン終了後、2019年のNFLドラフトにアーリーエントリーした。

#### 個人成績
| シーズン | チーム     | 試合 | レシーブ | レシーブ | レシーブ | レシーブ | ラン | ラン | ラン | ラン |
| シーズン | チーム     | 試合 | Rec      | Yds      | Avg      | TD       | Att  | Yds  | Avg  | TD   |
| -------- | ---------- | ---- | -------- | -------- | -------- | -------- | ---- | ---- | ---- | ---- |
| 2016     | COC        | 10   | 50       | 754      | 15.1     | 10       | 2    | 3    | 1.5  | 0    |
| 2017     | オクラホマ | 13   | 57       | 1,095    | 19.2     | 7        | 1    | 0    | 0.0  | 0    |
| 2018     | オクラホマ | 12   | 75       | 1,318    | 17.6     | 10       | 2    | 0    | 0.0  | 0    |
| 通算     | 通算       | 25   | 132      | 2,413    | 18.3     | 17       | 3    | 0    | 0.0  | 0    |

### ボルチモア・レイブンズ
| 5 ft 9+3⁄8 in (176 cm)      | 166 lb (75 kg) | 30+1⁄2 in (77 cm) | 9 in (23 cm) |
| All values from NFL Combine |                |                   |              |

2019年のNFLドラフトにて全体25位でボルチモア・レイブンズから指名され、その後ルーキー契約を結んだ。

#### 2019年シーズン
マイアミ・ドルフィンズとの開幕戦でNFLデビューし、4レシーブ、147レシーブ獲得ヤード、2つのレシービングTDを記録した。ルーキーがデビュー戦で40ヤード以上のレシービングTDを2つ以上記録するのはNFL史上初であった。第15週のニューヨーク・ジャイアンツ戦でシーズン7つ目のレシービングTDを記録し、レイブンズのルーキーの最多タイ記録となった。
プレーオフではディビジョナル・ラウンドのテネシー・タイタンズ戦で7レシーブ、126レシーブ獲得ヤードを記録したが、チームは敗れた。

#### 2020年シーズン
第8週のピッツバーグ・スティーラーズ戦で1レシーブ、3レシーブ獲得ヤードに終わり、試合後にTwitterで自身の役割の少なさに不満を訴えるツイートをしたが、後に削除した。第14週のクリーブランド・ブラウンズ戦では3度パスをドロップするも、試合終了間際に逆転となる44ヤードのレシービングTDを記録した。シーズン全体では58レシーブ、769レシーブ獲得ヤード、8つのレシービングTDを記録した。
プレーオフではワイルドカードラウンドのタイタンズ戦で7レシーブ、109レシーブ獲得ヤードを記録し、勝利に貢献した。

#### 2021年シーズン
開幕前に背番号を15から5に変更した。第2週のカンザスシティ・チーフス戦で6レシーブ、113レシーブ獲得ヤード、1つのレシービングTDを記録した。第5週のインディアナポリス・コルツ戦ではキャリアハイとなる125レシーブ獲得ヤードを記録した。

### アリゾナ・カージナルス

#### 2022年シーズン
2022年のNFLドラフト当日に、同ドラフトの全体23位指名権とのトレードでアリゾナ・カージナルスへ移籍した。カイラー・マレーとはオクラホマ大学時代に続き、再びチームメイトとなった。2022年4月28日にカージナルスから5年目の契約オプションを行使された。
第6週のシアトル・シーホークス戦で足を骨折し離脱した。その後、第12週のロサンゼルス・チャージャーズ戦から復帰した。このシーズンは67レシーブ、709レシーブ獲得ヤード、3つのレシービングTDを記録した。

#### 2023年シーズン
前年までエースを務めていたディアンドレ・ホプキンスが移籍したこともあり、開幕からエースとして起用された。

### カンザスシティ・チーフス

#### 2024年シーズン
2024年3月18日にカンザスシティ・チーフスと1,100万ドルの単年契約を結んだ。プレシーズンゲームの最初のプレーで鎖骨を負傷して手術を受け、シーズン終盤に復帰した。

#### 2025年シーズン
2025年3月には、最大で1,100万ドルとなる1年契約で再契約を結んだ。

## 人物
2022年8月3日にスピード違反で逮捕された。

## 詳細情報

### 年度別成績

#### レギュラーシーズン
| シーズン | チーム | 試合 | 試合 | レシーブ | レシーブ | レシーブ | レシーブ | レシーブ | ラン | ラン | ラン | ラン | ラン | ファンブル | ファンブル |
| シーズン | チーム | GP   | GS   | Rec      | Yds      | Avg      | Lng      | TD       | Att  | Yds  | Avg  | Lng  | TD   | Fum        | Lost       |
| -------- | ------ | ---- | ---- | -------- | -------- | -------- | -------- | -------- | ---- | ---- | ---- | ---- | ---- | ---------- | ---------- |
| 2019     | BAL    | 14   | 11   | 46       | 584      | 12.7     | 83       | 7        | 0    | 0    | 0.0  | 0    | 0    | 0          | 0          |
| 2020     | BAL    | 16   | 14   | 58       | 769      | 13.3     | 70       | 8        | 1    | 1    | 1.0  | 1    | 0    | 0          | 0          |
| 2021     | BAL    | 16   | 16   | 91       | 1,008    | 11.1     | 49       | 6        | 1    | 5    | 5.0  | 5    | 0    | 3          | 1          |
| 2022     | ARI    | 12   | 10   | 67       | 709      | 10.6     | 47       | 3        | 1    | 1    | 1.0  | 1    | 0    | 1          | 0          |
| 2023     | ARI    | 14   | 14   | 51       | 574      | 11.3     | 41       | 4        | 2    | 23   | 11.5 | 29   | 0    | 0          | 0          |
| 2024     | KC     | 2    | 1    | 9        | 91       | 10.1     | 20       | 0        | 0    | 0    | 0.0  | 0    | 0    | 0          | 0          |
| 通算     | 通算   | 74   | 66   | 322      | 3,735    | 11.6     | 83       | 28       | 5    | 30   | 6.0  | 29   | 0    | 4          | 1          |

#### ポストシーズン
| シーズン | チーム | 試合 | 試合 | レシーブ | レシーブ | レシーブ | レシーブ | レシーブ | ラン | ラン | ラン | ラン | ラン | ファンブル | ファンブル |
| シーズン | チーム | GP   | GS   | Rec      | Yds      | Avg      | Lng      | TD       | Att  | Yds  | Avg  | Lng  | TD   | Fum        | Lost       |
| -------- | ------ | ---- | ---- | -------- | -------- | -------- | -------- | -------- | ---- | ---- | ---- | ---- | ---- | ---------- | ---------- |
| 2019     | BAL    | 1    | 1    | 7        | 126      | 18.0     | 38       | 0        | 0    | 0    | 0.0  | 0    | 0    | 0          | 0          |
| 2020     | BAL    | 2    | 1    | 11       | 196      | 17.8     | 30       | 0        | 2    | 19   | 9.5  | 15   | 0    | 0          | 0          |
| 2024     | KC     | 3    | 1    | 5        | 50       | 10.0     | 15       | 0        | 0    | 0    | 0.0  | 0    | 0    | 0          | 0          |
| 通算     | 通算   | 6    | 3    | 23       | 372      | 16.2     | 38       | 0        | 2    | 19   | 9.5  | 15   | 0    | 0          | 0          |

- 2024年度シーズン終了時
- 太字は自身最高記録